# Kanyakumari
Kanyakumari (in tamil கன்னியாகுமரி, romanizzato anche come Kanniyakumari, Kanniyakumar, Kanniakumari; in passato nota come Capo Comorin o semplicemente Comorin) è una suddivisione dell'India, classificata come town panchayat, di 19.678 abitanti, situata nel distretto di Kanyakumari, nello stato federato del Tamil Nadu. In base al numero di abitanti la città rientra nella classe IV (da 10.000 a 19.999 persone).
Essendo collocata nel punto più estremo del subcontinente ha la speciale caratteristica di essere bagnata da tre mari: Mare Arabico, Oceano Indiano e Golfo del Bengala, che qui si incontrano. Questa peculiarità è resa visibile dal diverso movimento delle correnti, specialmente guardando dalla spiaggia, adiacente al tempio "Kumari Amman", a cui la gente si reca per bagnarsi e purificarsi con queste acque ritenute sacre.
Altro fenomeno naturale quasi unico è il fatto di poter vedere il sole sorgere e tramontare sul mare. Ma lo spettacolo migliore si presenta il giorno di luna piena nel mese di Chittirai (aprile-maggio): il tramonto del sole coincide perfettamente con l'apparizione della luna piena sulla linea dell'orizzonte.
Il nome della città deriva dal nome stesso della sua protettrice: la dea Kanya Kumari, a cui è dedicato il sopra citato tempio e per cui folle di devoti vi fanno visita. È un luogo importante: natura, mito, storia e spiritualità si fondono e ne fanno una famosa meta di pellegrinaggio e di turismo, soprattutto hindu.

## Geografia fisica
La città è situata a 8° 4' 34 N e 77° 32' 54 E al livello del mare.

### Territorio
È il punto estremo nel sud dell'India, dove le acque dei tre mari che circondano il subcontinente si incontrano e dove i lunghi Ghati occidentali terminano.
A nord e ad est confina con il Distretto di Tirunelveli e a nordovest con lo stato federato del Kerala.
Le rocce di questa porzione di Terra sono le più antiche del loro genere, poiché sarebbero ipoteticamente appartenute allo scomparso continente originario Lemuria.

### Clima
Il clima è tropicale.
La temperatura massima d'estate è di 34.8 °C e la minima di 22.4 °C.
Il tasso di umidità è inferiore alla norma indiana poiché mitigato dal mare e dai venti.

## Il Mito
Il demone Bana-asura, il quale aveva ricevuto la grazia di poter essere ucciso soltanto da una giovane vergine, causava disordini tra gli abitanti del luogo, cosicché gli uomini, insieme agli dei, invocarono Mahavisnu affinché inviasse sulla terra una Shakti per sconfiggerlo. La Shakti apparse sulla Terra come dea Kanya, avatara di Parvati.
La dea cominciò una penitenza con il fine di sposare Shiva di Suchindram.
Il saggio Narada fissò la data propizia per il matrimonio a mezzanotte; ma quando la processione di Shiva giunse nel sito prestabilito, di nome Vazhukkumparai, un gallo si mise a cantare annunciando l'alba. Allora, il dio Shiva tornò a Suchindram, sicuro che il momento giusto fosse passato.
La dea, delusa, si dichiarò intenzionata a rimanere vergine (kumari, in lingua Tamil) per il resto della sua vita e il riso che doveva essere preparato per il banchetto nuziale fu trasformato nei granelli di sabbia colorata che si trovano ancora oggi su alcune spiagge.
Venendo a conoscenza della storia, il demone Bana tentò di conquistare Kanya Kumari con la forza, ma nella battaglia che ne seguì perse la vita per mano della giovane e vergine dea, che da quel giorno viene venerata come protettrice del luogo.

## Storia
In tempi antichi Kanyakumari era importante centro d'arte, di commercio e di religione.
Le bellezze architettoniche dei templi e dei resti archeologici della zona circostante sono merito dei vari regnanti che si sono susseguiti: i Pandya, i Chola, i Chera, i Kadamba, i Pallava e i Chalukya.
Tali dinastie combatterono spesso gli uni contro gli altri per il dominio del sud; alcuni regni si espansero anche oltremare, in tutta l'Asia sud-orientale.

## Monumenti e luoghi d'interesse

### Il Tempio
Il tempio, eretto in onore della dea Kanya Kumari, è tanto antico da essere menzionato persino nel Rāmāyaṇa, nel Mahābhārata e nelle opere Sangam Manimekalai e Puranaanoru.
Tuttavia quello odierno risale al 984 d.C., poiché l'originario doveva ergersi su una delle due rocce che spuntano dal mare a 300 metri dalla spiaggia, molto probabilmente un tempo facenti parte del continente.
Ora il "Kumari Amman" domina la spettacolare riva e vi possono accedere solamente gli Hindu.
All'interno si trova un'incantevole statua della Dea in pietra nera, il cui anello al naso è famoso per il suo diamante così brillante da dirsi visibile anche dal mare e che secondo una leggenda causava distrazione e incidenti alle barche.

### Monumenti commemorativi
Le due piccole isole sporgenti dal mare, a sudest del tempio, ospitano monumenti di grande attrazione turistica: il Shripadam Mandapam, il Vivekananda Mandapam e la grande statua di Thiruvallur.

### L'impronta della Dea

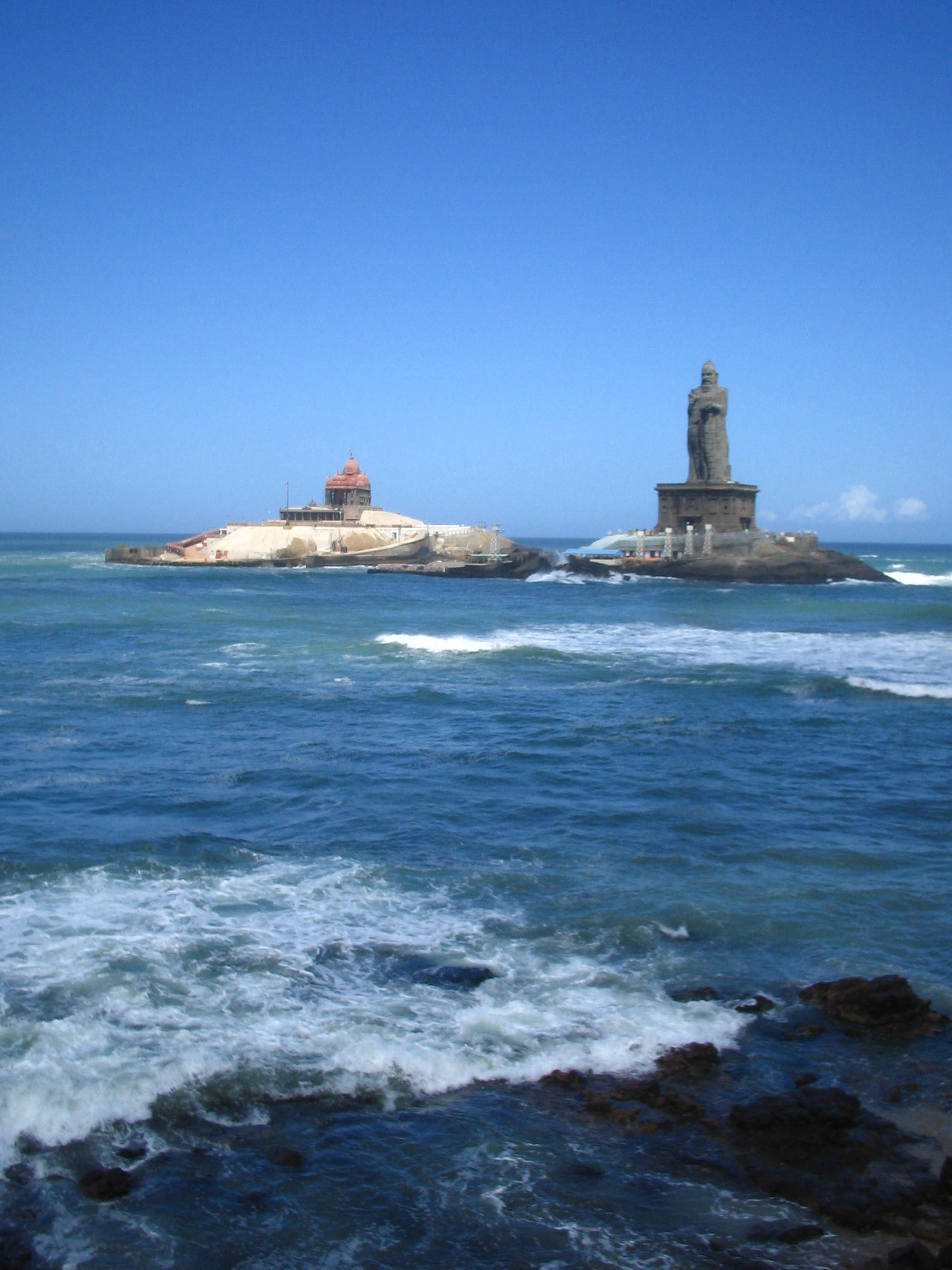
Kanyakumari: le due rocce che ospitano i monumenti commemorativi.

Il Shripadam Mandapam si trova sulle roccia denominata "Shripada Purai" e consiste in un santuario quadrato che circonda l'impronta divina (Shripadam) impressa sulla pietra, con forma simile ad un piede umano, che si crede abbia lasciato la Vergine durante una delle sue meditazioni.

### Swami Vivekananda
A circa 70 metri di distanza, sull'altra isola vi è il Mandapam che ricorda il filosofo bengalese Swami Vivekananda.
Vivekananda, infatti, visitò Kanyakumari il 24 dicembre del 1892, prima di partecipare al Parlamento Mondiale delle Religioni di Chicago del 1893.
Fervente devoto della Devi, si sedette a meditare sulla roccia Shripada Purai e si racconta che raggiunse l'illuminazione dopo tre giorni di contemplazione consecutivi.
Il monumento fu costruito nel 1970 in 2081 giorni e grazie al lavoro di circa 650 uomini sotto la supervisione di S.K. Achari.
La struttura presenta vari stili architettonici, tra cui quello usato per l'ingresso è lo stesso dei templi delle grotte di Ellora e Ajanta.
L'edificio ospita anche una sala delle assemblee (Sabha Mandapam) e una sala di meditazione (Dhyana Mandapam), in cui domina una atmosfera suggestiva che i visitatori possono usufruire per un personale raccoglimento.

### Thiruvalluvar
La grande statua di pietra che si erge imponente accanto al Vivekananda Mandapam è stata eretta in onore del poeta tamil Thiruvalluvar.
La sua opera "Thirukurral" è un classico della letteratura tamil, datata tra il 2 a.C. e l'8 d.C., di tendenza jaina.
Il libro è un esempio di saggezza e tratta i temi dell'amore, della virtù e della ricchezza spirituale in stile aforistico.
Il Thirukural è composto da 133 capitoli, che corrispondono all'altezza in piedi (40,5 metri) della statua del poeta.
I lavori di costruzione della statua sono iniziati il 6 settembre 1990 e ultimati il 1º gennaio 2000.

### Mahatma Gandhi

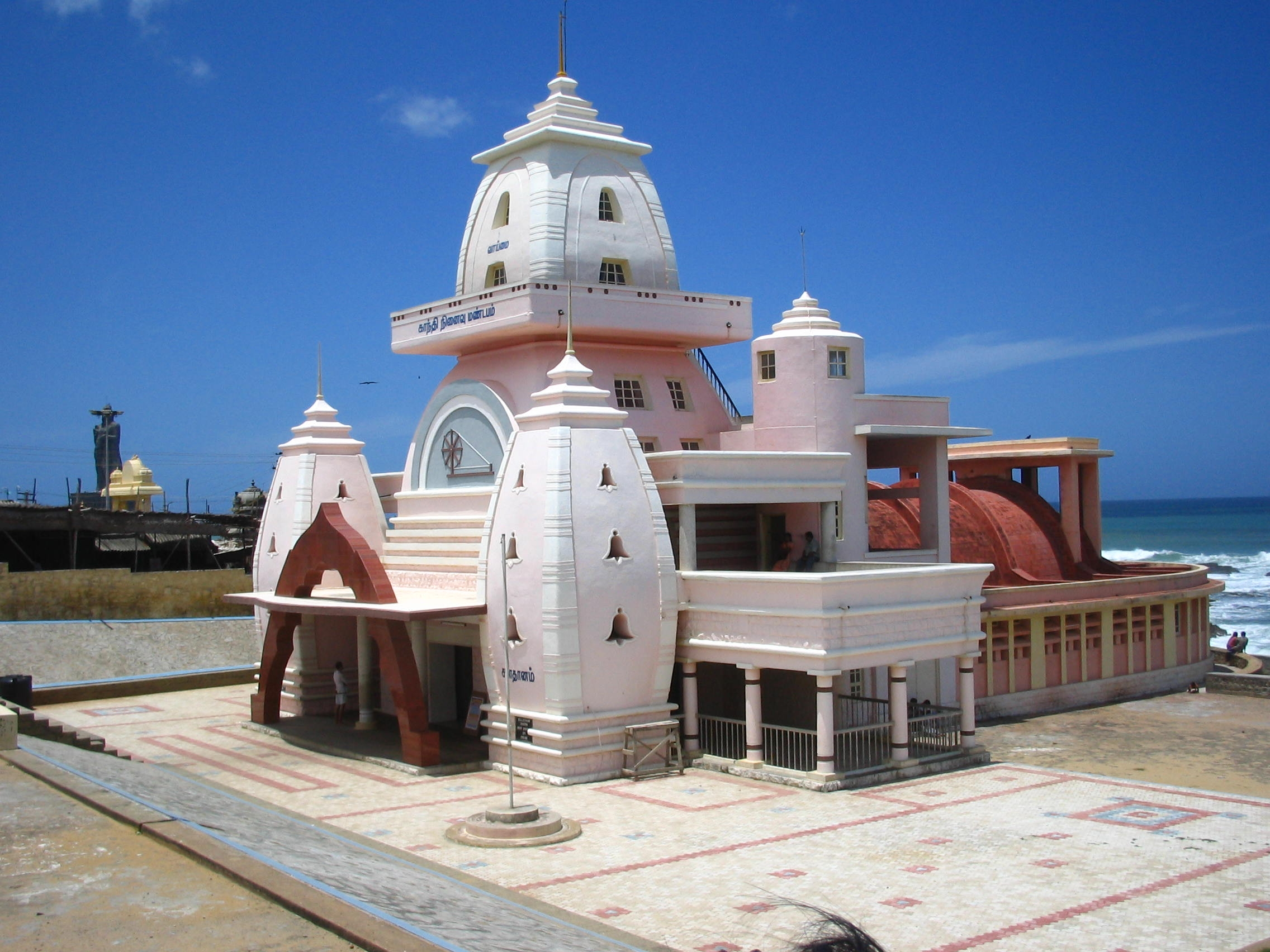
Gandhi Mandapam.

Sulla destra del tempio, non lontano, risalta dal blu dell'oceano il monumento a Gandhi, in colori tenui e nello stile di un tempio Oriyan.
Fu costruito nel 1952 nel luogo in cui venne posta l'urna contenente una parte delle ceneri del Mahatma, prima che fossero consegnate alle sacre acque dei mari.
La struttura è stata progettata in modo tale che il giorno del compleanno di Gandhi, il 2 ottobre, i raggi del sole penetrano da un foro sul soffitto e cadono perpendicolarmente nel punto preciso su cui stava l'urna.
L'interno ospita grandi fotografie e raffigurazioni della sua vita con accanto trascritte delle sue parole.
Una sua frase è dedicata a Kanyakumari e recita:
"I am writing this at the cape, in front of the sea, where three waters meet and furnish a sight unequalled in the world. For this reason is no port of call for vessels. Like the Goddess, the waters around are virgin.";
"Sto scrivendo questo (stando) sulla punta (dell'india), di fronte al mare, dove tre acque si incontrano e forniscono uno spettacolo ineguagliabile nel mondo. Per questo motivo non è porto di attracco per le navi. Come la Dea, le acque qui intorno sono vergini."

### Chiesa e Cristianesimo

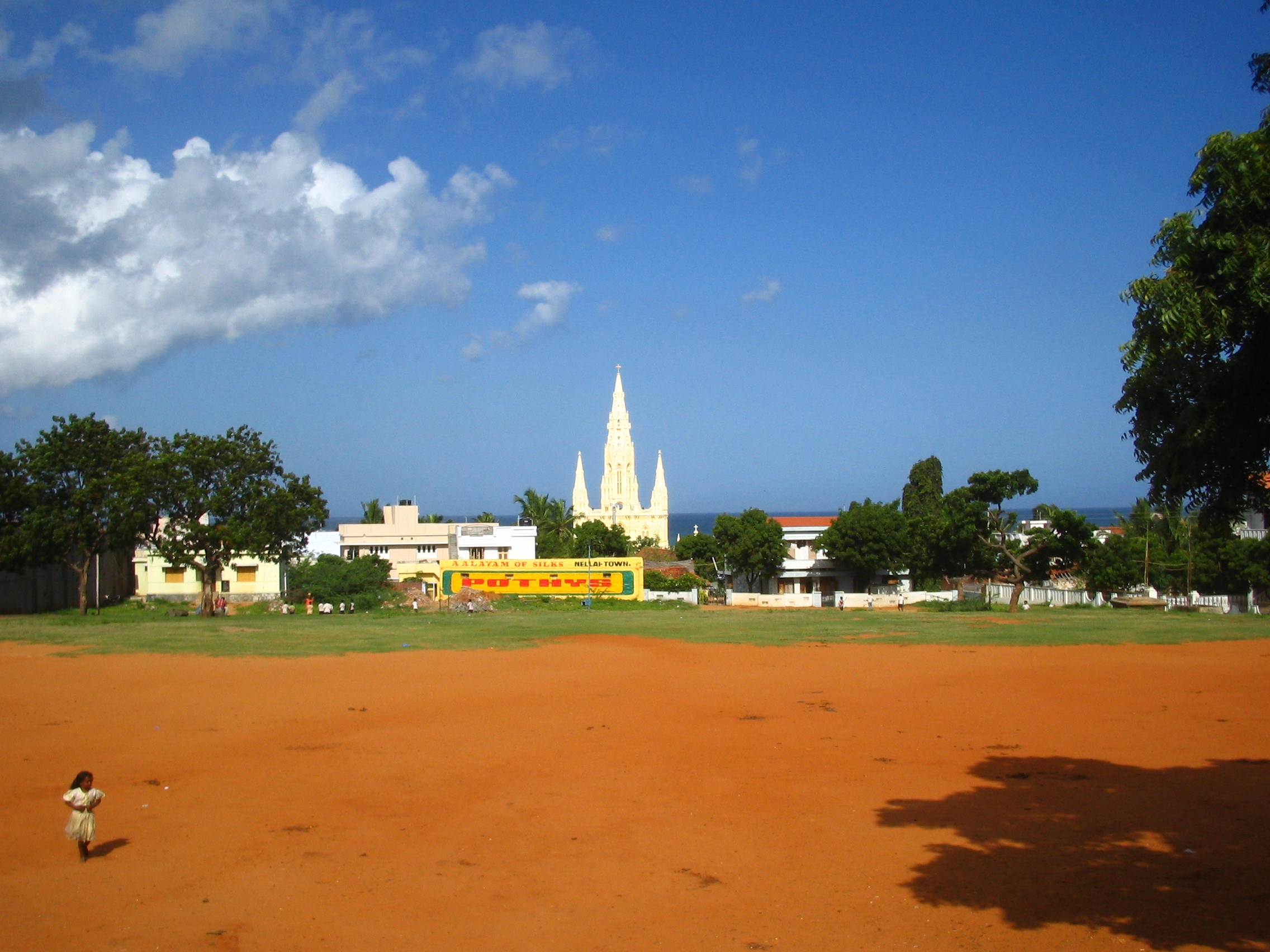
Chiesa di "Lady f Ransom", Vergine Maria.

Dalla terra rossa, invece, spicca alta una bianca chiesa cattolica-romana, la chiesa di "Lady of Ransom", dedicata alla Vergine Maria.
È una delle chiese più belle dell'India: la croce situata sulla sommità della torre centrale è in oro puro e all'interno vi è una graziosa statua della Vergine che si dice risalga al 1543 e fu poi trasportata qui dal Portogallo.
In origine, nel XIX secolo, la chiesa era dedicata a San Tommaso il cui ricordo permane sulle vetrate colorate che ne narrano la storia.
Secondo la leggenda, il Cristianesimo è giunto in quest'area verso il 52 d.C. attraverso l'apostolo Tommaso, ma è con l'arrivo dei missionari europei nel XVI secolo che cominciò la grossa opera di conversione. San Francesco Saverio (1506-1552) fu il predicatore per eccellenza per il distretto di Kanyakumari.

## Società

### Evoluzione demografica
Al censimento del 2001 la popolazione di Kanyakumari assommava a 19.678 persone, delle quali 9.857 maschi e 9.821 femmine. I bambini di età inferiore o uguale ai sei anni assommavano a 2.254, dei quali 1.129 maschi e 1.125 femmine. Infine, coloro che erano in grado di saper almeno leggere e scrivere erano 15.580, dei quali 7.792 maschi e 7.788 femmine.

## Erbe medicinali
Nel distretto di Kanyakumari sono ancora presenti molte branche dell'antica scienza medica dell'India, come l'Ayurveda.
L'area intorno a Kanyakumari, infatti, abbonda di erbe e piante uniche in proprietà curative.
Su queste terre cresce in abbondanza l'Aloe vera, che viene utilizzata per risolvere diversi disturbi e che la gente del posto è solita posizionarla davanti alla casa per tenere lontani gli spiriti maligni.
Una spiegazione per questa peculiarità si può trovare nei testi mitologici della letteratura sanscrita.
Queste erbe sarebbero state generate grazie alla caduta di una porzione della montagna dell'Himalaya mentre veniva trasportata dal Dio Hanuman, dopo aver assunto forma gigantesca, fino all'isola di Lanka.
La montagna sacra era famosa, infatti, per le sue magiche piante curative, con cui il dio dall'aspetto scimmiesco riuscì a salvare Rāma e gli altri combattenti della battaglia contro il demone Rāvaṇa.

## Economia

### Artigianato
Arte di modellare le conchiglie; lavorazioni in legno; disegni su foglie di palma; gioiellini.

## Tsunami 2004

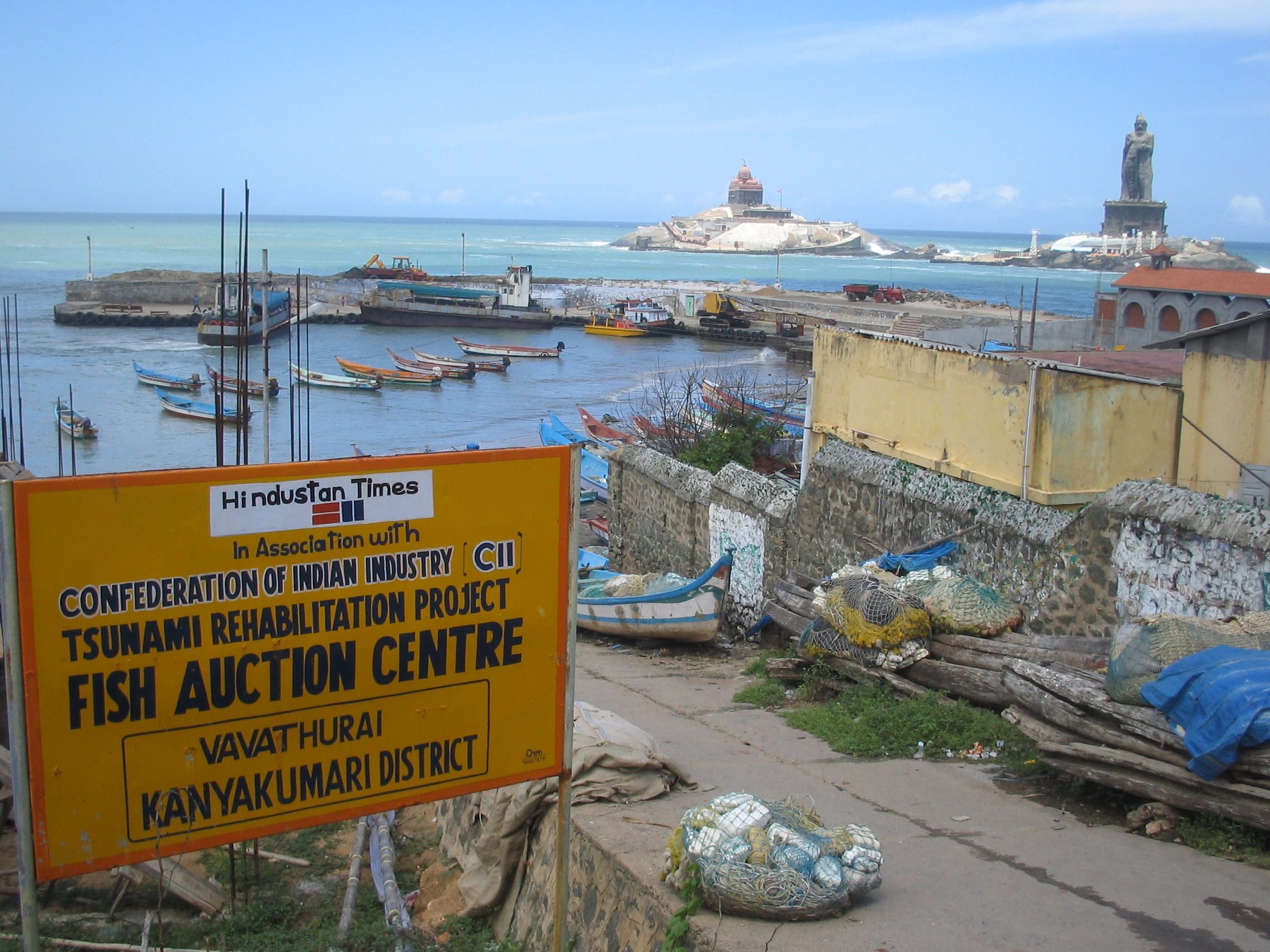
Dopo lo tsunami: Progetto di riabilitazione del porto di pescatori di Kanyakumari.

Il 26 dicembre del 2004 un maremoto di 8.5° della scala Richter causò la formazione dello tsunami che distrusse molte coste dell'Oceano Indiano.
Tra le 9:00 e le 10:00 del mattino l'onda anomala di 20 metri si abbatté anche sul Distretto di Kaniakumari, causando un'incalcolabile perdita di vite e di proprietà in 33 villaggi costieri.
Proprio in quel periodo la zona era affollata da turisti poiché si celebravano il Natale e la festa di Suchindrum: si contarono 6000 morti solo nel Tamil Nadu.
Un singolare fenomeno, riportato dalla GSI (General Survey of India), fu notato dalla popolazione della città di Kanyakumari:
prima dell'arrivo dello tsunami il mare si ritirò di circa 300 metri, facendo emergere le rocce e il suolo fangoso.
Fenomeno che fu interpretato dai devoti della dea Kanya come una prostrazione fatta dal mare in segno di riverenza verso la Vergine.